# Mickey's Twice Upon a Christmas
Mickey's Twice Upon a Christmas (Mickey y sus amigos juntos otra Navidad en Hispanoamérica y Mickey: La mejor navidad en España) es una película animada navideña estadounidense de 2004 dirigida por Matthew O'Callaghan. Los segmentos de la película navideña fueron dirigidos por Peggy Holmes, O'Callaghan, Theresa Cullen y Carole Holliday. Fue producido por Disneytoon Studios. La película es la secuela animada por computadora de Mickey's Once Upon a Christmas y presenta a Mickey Mouse, Minnie Mouse, Pluto, Goofy, Max, Pato Donald, Pata Daisy, Huey, Dewey y Louie y Scrooge McDuck en cinco diferentes segmentos.

## Sinopsis

### Bellas sobre hielo / Belleza sobre hielo
Este primer segmento es protagonizado por Minnie Mouse y Daisy Duck, quienes compiten en un concurso de patinaje. Cuando el presentador anuncia a Minnie (quien trajo consigo a los caimanes de Fantasía), deja asombrado al público por su demostración, lo que pone celosa a Daisy. Daisy decide conseguir la atención del público con un enorme salto, pero Minnie recupera la atención. Daisy llama su "arma secreta": los hipopótamos de Fantasía. Ambas muchachas comienzan a competir entre ellas mostrando sus habilidades en la pista. Finalmente, Minnie decide hacer un acto muy arriesgado: saltar sobre los hipopótamos con los caimanes levantándolos, con sus ojos tapados por su moño. Minnie logra saltar, pero no ve que desliza sobre una campana que habían tirado accidentalmente los caimanes tratando de separar a Minnie y Daisy mientras peleaban. Minnie desliza violentamente contra el piso, y todos guardan silencio. Daisy, creyendo que su amiga podría estar lastimada, se le acerca y se reconcilian. Las dos nos presentan un grand finale con listones, con los que forman la frase "Paz en la Tierra". Al final, ambas se desean una feliz Navidad.

### Navidad: Imposible
Este segundo segmento es protagonizado por Huey, Dewey, and Louie. Al ver al Tío Scrooge horneando galletas, los niños quieren tomar unas, pero este se las niega, hasta después de cenar. Cuando Scrooge, los niños, Daisy y Donald terminan de cenar, y Scrooge levanta la tapa de la bandeja de las galletas, se descubre que han desaparecido: los tres hermanitos ya se las habían comido. Donald furioso los envía a su cuarto. Scrooge va a contarles a los niños que él tomó muchas decisiones egoístas desde pequeño, razón por la cual nunca estuvo en la Lista de los Buenos de Santa Claus. Los niños se dan cuenta de que por todas las bromas que le hicieron a su tío, no recibirían obsequios ese año. A Dewey se le ocurre la idea de viajar al Polo Norte y poner sus nombres en la lista de Santa. Los tres hermanos van al taller de Santa. Al llegar encuentran un mapa (parodiando los mapas de los centros comerciales) en el que figura la habitación de la lista de Santa. La puerta de la habitación se encuentra cerrada, así que van a la oficina de Santa a buscar la llave, donde Santa está durmiendo la siesta. Una vez que la consiguen, esta se les pierde entre otras llaves de la celda de los juguetes "Presos Bob". Uno de los elfos creyendo que estaba defectuosa la arroja y termina en uno de los regalos del trineo de Santa. Los niños abren y rompen los regalos del trineo hasta dar con la llave. Una vez que la hallan, Santa se les cruza en el medio y toma la llave, creyendo que la habían encontrado. Uno de los elfos le informa a Santa del desastre causado en el taller, y los niños ven el desastre hecho por su egoísmo. Ellos, saben que no podrán remediar el desastre, pero sí ayudar a limpiar. Una vez ordenado todo, los niños se despiden y deciden volver a casa, decepcionados de no poder aparecer en la lista de Santa. Sin embargo, el conserje abre la puerta de la habitación de la lista, y ellos aprovechan para entrar y buscar la lista de Duckburg. Ven que sus nombres no aparecen, y Dewey toma un lápiz para escribir sus nombres. Luego de pensarlo dos veces, escriben el nombre del Tío Scrooge. Al volver a casa, Tío Scrooge recibe lo que siempre quiso de pequeño: una gaita. Donald recibe un libro de modales y los niños reciben sus regalos después de todo por haber pensado primero en su tío, tal y como lo dice Santa en una carta que les envía. Al final, esta dice: "P.D.: Tal vez necesiten esto...". Los niños al principio creen que son malvaviscos, pero en realidad son tapones de oídos porque Scrooge comienza a tocar desafinando, su gaita.

### La Navidad de Max al máximo / Max y la Navidad
Max lleva a su amiga Mona a conocer a su padre Goofy para Navidad. Max le pide a su padre por teléfono que no cometa otra vez sus torpezas. Al llegar a la casa, Max intenta sorprender a Mona, pero cada vez que lo intenta, es frustrado y humillado por su padre. Max, harto, se va a caminar y se pone la bufanda tejida por su padre. Esta decía "Hecho por papá". Max se da cuenta de que su padre es y siempre será torpe, así que vuelve a la casa con su padre y Mona para unirse a la diversión.

### El regalo de Donald
Todos están alegres en la víspera de Navidad, excepto Donald, quien sólo quiere paz y tranquilidad (y beber su chocolate caliente). Luego de hacer las compras, tiene una fantasía sobre él bebiendo chocolate. Al distraerse, pierde el autobús y va caminando a su casa. Una vez allí, sus sobrinos y Daisy lo invitan a ir con ellos al centro comercial "Mousy's". Él se muestra firme en su decisión de quedarse, pero Daisy de alguna manera logra hacerle ir. Mientras Daisy y los sobrinos esperan la inauguración del nuevo escaparate, Donald compra su chocolate, pero parece ser que todos los sonidos del centro comercial (monedas, teléfonos móviles, juguetes, relojes, etc.) tocan la melodía de We wish you a Merry Christmas. Donald huye y entra a una habitación oscura donde cree estar en paz, pero resulta ser una vitrina con miles de muñecos que cantan We wish a Merry Christmas. Donald enfurecido destroza todo a su paso la vitrina, hasta darse cuenta de que Daisy, sus sobrinos, y la demás gente lo está viendo. Todos se van tristemente decepcionados y Donald es sacado del centro comercial por un guardia. Él, mientras camina, se da cuenta de lo egoísta que fue. Donald se harta de oír discutir a un grupo de villancicos por no cantar juntos. Él comienza a dirigirlos, y la gente se les une para cantar, atrayendo la atención de todos, incluidos Daisy y sus sobrinos. Donald se disculpa con ellos, y se une a los cantos, asegurándose de cantar desde el corazón.

### Una Navidad sin Pluto / Unas navidades a cara de perro
Este quinto y último segmento es protagonizado por Mickey y Pluto. Mickey decide festejar la Navidad en su casa con todos sus amigos (los personajes de los anteriores segmentos). Mickey adorna por completo su casa, pero Pluto a quien le correspondía colocar la estrella del árbol, intenta colocarla, pero tira el árbol y el ponche sobre los cables, cortando la luz en toda la casa y arruinando totalmente los adornos de la casa. Mickey furioso envía a Pluto a su perrera. Pluto deja su collar en su perrera y huye, hasta donde se halla un tren, y se sube. Mickey va a comprar más adornos (de los que la mayoría se rompen) y logra volver a adornar la casa. Pluto termina en el Polo Norte donde conoce a los renos de Santa Claus y es bautizado como Murray (Feliz) por Donner. Mickey busca a Pluto para que coloque la estrella del árbol, pero se da cuenta de que Pluto huyó y comienza a buscarlo por toda la ciudad. Sin embargo Pluto, que se estaba divirtiendo con los renos, comienza a extrañar a su amigo. Mickey, al no saber que más hacer para encontrar a Pluto, le pide a Santa como regalo de Navidad el regreso de su amigo. Este Santa, que resulta ser el verdadero, va al establo a pedirles a Blitzen y Donner que lo ayuden a llevar a Pluto de regreso con su amigo. Pluto regresa a casa y se reencuentra con su amigo, y Mickey se disculpa con él. Todos los demás personajes llegan a tiempo para celebrar en casa de Mickey. El segmento, y la película en sí, terminan con todos cantando villancicos juntos como amigos.

## Reparto
- Wayne Allwine como Mickey Mouse.
- Tony Anselmo como Pato Donald.
- Bill Farmer como Goofy y Pluto.
- Russi Taylor como Minnie Mouse y Hugo, Paco, y Luis.
- Tress MacNeille como Pata Daisy.
- Rob Paulsen como los elfos de papa noel (Spanish for Santa’s Elves)
- Alan Young como Scrooge McDuck.
- Corey Burton como el locutor de radio (Spanish for The Radio Host)
- Jim Cummings como Blitzen.
- Jeff Bennett como Donner
- Jason Marsden como Max Goof.
- Chuck McCann como Papa Noel (Spanish for Santa Claus)
- Clive Revill como el narrador.

## Lanzamiento
La película se estrenó por primera vez en DVD y VHS el 9 de noviembre de 2004. Coincidiendo con su décimo aniversario, la película se estrenó en una colección de 2 películas en Blu-ray y DVD junto con su predecesor Mickey's Once Upon a Christmas el 4 de noviembre de 2014.